# Universidad Judson
La Universidad Judson (en inglés: Judson University) es una universidad privada evangélica bautista en Elgin, Illinois. Ella está afiliada a las Iglesias Bautistas Americanas USA. Fue fundado en 1913. Judson se formó a partir del componente de artes liberales del Seminario Teológico Bautista del Norte. Cuando el seminario se mudó de Chicago a Lombard, Illinois, se decidió separar el colegio del seminario. Originalmente conocido como Judson College, recibió su nombre de Adoniram Judson, el primer misionero bautista estadounidense en tierras extranjeras. La universidad tiene campus en Elgin y Rockford, Illinois, y un alumnado de aproximadamente 1.300. Judson College se convirtió en Judson University el 28 de agosto de 2007.

## Historia
Judson se formó a partir del componente de artes liberales del Seminario Teológico Bautista del Norte (NBTS), que se fundó en 1913. A principios de la década de 1960, cuando la parte del seminario de Northern se mudó de Chicago a Lombard, se decidió hacer la universidad. una entidad independiente. Bajo la dirección del Dr. Benjamin P. Browne, presidente de la universidad y el seminario, se fundó Judson College a lo largo de las orillas del río Fox en Elgin en 1963. La universidad recibió su nombre de Adoniram Judson, el primer estadounidense misionero en el extranjero, que fue a Birmania en 1813 y pasaría 37 años en el extranjero.
El terreno donde se fundó Judson College era una finca perteneciente a la Sra. Margaret Deuterman, viuda de un médico. La Sra. Deuterman estaba lista para vender la propiedad en $150,000 a una empresa que planeaba convertirla en un club de entretenimiento, pero estaba dispuesta a escuchar a Browne y a los otros hombres de NBTS en su esfuerzo por usar la propiedad para construir la universidad. La Sra. Deuterman accedió a vender la propiedad por $100,000, y todo lo que necesitaba eran $500 de arras para asegurar la propiedad. Nadie más tenía efectivo, excepto Browne, que tenía $5. Pero el Dr. Amos Barton, un fideicomisario de la universidad que era dueño de un negocio de construcción, tenía la chequera de su empresa y accedió a “prestar” a la universidad los $500 necesarios para asegurar la propiedad. La universidad recibió una carta del Estado de Illinois , fechada el 11 de marzo de 1963.
Judson College tuvo problemas financieros durante la mayor parte de sus primeros diez años de existencia y enfrentó una feroz oposición de los administradores de NBTS, otros seminarios bautistas, otras universidades bautistas e incluso del liderazgo de los bautistas estadounidenses. A pesar de esto, la matrícula siguió creciendo, y en su quinto año, Judson enviaba más graduados a los seminarios bautistas que todos los demás colegios bautistas establecidos.
Judson College se convirtió en Judson University el 28 de agosto de 2007. La universidad recibió una excepción al Título IX en 2017 que le permite discriminar legalmente a los estudiantes LGBT por motivos religiosos.

### Presidentes
- Dr. Benjamin P. Browne (1963–1967)[5]
- Dr. Amos Barton (1967–1969)[5]
- Dr. Harm Weber (1969–1991)[5]
- Dr. James Didier (1991–1999)[5]
- Dr. Jerry Cain (1999-2012)
- Dr. Gene C. Crume, Jr. (2013–presente)[7]

## Membresías
Es miembro de las Iglesias Bautistas Americanas USA.

## Programas académicos
La Universidad de Judson está acreditada por la Comisión de Estudios Superiores y tiene más de 60 programas de especialización, especialización y preprofesionales de pregrado y actualmente es el único colegio o universidad cristiana evangélica que ofrece un programa de posgrado en arquitectura totalmente acreditado. Su Maestría en Arquitectura está acreditada por la Junta Nacional de Acreditación de Arquitectura (NAAB).
Además, Judson ofrece una Maestría en Consejería Clínica de Salud Mental, una Maestría en Administración de Servicios Humanos, una Maestría en Liderazgo Organizacional, una Maestría en Administración de Empresas, una Maestría en Educación en Alfabetización y una Maestría en Liderazgo. en Ministerio. Además, Judson ofrece tres títulos de doctorado que incluyen: Doctorado en Educación en Ciencias de la Computación, Doctorado en Educación en Liderazgo Educativo y Estudios de Políticas, y su distintivo Doctorado en Educación en Alfabetización.
Judson ocupó el puesto 24 en la lista de universidades regionales del Medio Oeste de US News & World Report en 2014. Está clasificada entre los "Absolutamente peores campus para jóvenes LGBTQ" en los Estados Unidos por Campus Pride.

## Artes
La universidad ofrece programas y actividades extracurriculares en bellas artes, que incluyen títulos en arte y diseño, música y concentraciones en teatro.
La Galería Draewell, ubicada en el Centro Académico Harm A. Weber, alberga el trabajo de los estudiantes, así como exhibiciones de artistas de todo el país y de todo el mundo. La Escuela de Arte, Diseño y Arquitectura presenta una serie de conferencias y exposiciones cada semestre de otoño y primavera. Los artistas invitados tienden a exhibir de tres a cinco veces por semestre junto con exhibiciones de uno a tres estudiantes, principalmente para exhibiciones de estudiantes de último año.
El Programa de Teatro de la Universidad de Judson, dirigido por los profesores Dr. Brenda Buckley-Hughes, la profesora Kimberly Schmidt y el exalumno Dave Hunter, ofrece una obra musical tradicional y una producción de Nowhere Near Broadway cada semestre de otoño y primavera. En los últimos años, el programa de teatro ha producido representaciones de Shakespeare y obras como Steel Magnolias , Alicia en el país de las maravillas , El mago de Oz y, a partir de octubre de 2011, Children of Eden. Off-Stage Improv es un programa dirigido por estudiantes y aprobado por la escuela grupo que se presenta una vez al mes.
El Departamento de Música de la Universidad de Judson ofrece títulos en interpretación musical profesional, educación musical, ministerio musical y, más recientemente, negocios musicales y emprendimiento. La universidad tiene una variedad de grupos musicales que actúan, incluidas bandas sinfónicas y orquestales, grupos corales y conjuntos.

## Atletismo
Judson es miembro de la Asociación Nacional de Atletismo Intercolegial (NAIA), así como de la Asociación Atlética del Colegio Nacional Cristiano (NCCAA). La universidad compite en la NAIA Chicagoland Collegiate Athletic Conference (CCAC). los equipos de la Universidad de Judson, conocidos como los Eagles; patrocinar deportes masculinos como béisbol, baloncesto, campo traviesa, golf, lacrosse, fútbol, tenis y atletismo; mientras que los deportes femeninos incluyen baloncesto, porristas, campo traviesa, golf, fútbol, softbol, tenis, atletismo y voleibol.
- Fútbol masculino Judson ha ganado 13 campeonatos de la Chicagoland Collegiate Athletic Conference (CCAC).
- El programa de baloncesto femenino ha ganado seis campeonatos combinados de Chicagoland Collegiate Athletic Conference (CCAC).
- El fútbol masculino ha tenido mucho éxito en la Universidad de Judson al ganar seis campeonatos de la Asociación Atlética del Colegio Nacional Cristiano (NCCAA).
- El programa de fútbol femenino ganó su primer campeonato de la Chicagoland Collegiate Athletic Conference (CCAC) en 2007.
- El béisbol masculino ha ganado seis campeonatos de la Chicagoland Collegiate Athletic Conference (CCAC).
- Softbol El programa de softbol de la Universidad de Judson ganó su primer campeonato de la Chicagoland Collegiate Athletic Conference (CCAC) en 2011.
- Voleibol Judson ha ganado dos campeonatos divisionales de la Chicagoland Collegiate Athletic Conference (CCAC) en la historia del programa.

Judson también ofrece una variedad de campamentos deportivos de verano abiertos a la comunidad. Los campamentos están diseñados para dar a los estudiantes (hasta el grado 12) la oportunidad de desarrollar y mejorar sus habilidades deportivas en un entorno no competitivo. Los campamentos de verano que se ofrecen en Judson incluyen:
- Campamentos diurnos de fútbol (grados K-7)
- Soccer School of Excellence (durante la noche; grados 5 a 12)
- Campamentos diurnos de baloncesto (grados 1 a 9)
- Clínicas de voleibol para niñas (grados 5 a 10)

## Eventos universitarios

### Foro Mundial de Líderes
El Foro de Líderes Mundiales en la Universidad de Judson trae a líderes mundiales reconocidos al campus de la Universidad de Judson cada año "para brindarles a los estudiantes la oportunidad de escuchar un mensaje inspirador, interesarse activamente en el marco del liderazgo, comprender cómo se desarrollan los líderes e incluso hacer preguntas y busque el consejo de alguien que haya tenido un impacto global en nuestro mundo". Todas las ganancias se donan al Fondo de Dotación de Estudios Empresariales y al Fondo de Becas para Estudiantes de Judson. Entre los oradores invitados anteriores se encuentran el ex presidente de los Estados Unidos George W. Bush, el ex secretario general de la Unión Soviética Mijaíl Gorbachov, el ex primer ministro del Reino Unido Tony Blair, el ex secretario de Estado de los Estados Unidos, Condoleezza Rice, el ex presidente de México, Felipe Calderón, la reina Noor de Jordania, Newt Gingrich, Caroline Kennedy, y Howard Dean.
|                |
| George W. Bush |

|                  |
| Mijaíl Gorbachov |

|            |
| Tony Blair |

|                  |
| Condoleezza Rice |

|                 |
| Felipe Calderón |

|                        |
| Reina Noor de Jordania |

|               |
| Newt Gingrich |

|                  |
| Caroline Kennedy |

|             |
| Howard Dean |

### Serie inspiradora del Foro de líderes mundiales
La serie inspiradora del Foro Mundial de Líderes se basa en el Foro Mundial de Líderes. Su orador inaugural fue Nick Vujicic, quien habló el 12 de octubre de 2015 y Mary Lou Retton, quien habló el 10 de octubre de 2016.
|              |
| Nick Vujicic |

|                 |
| Mary Lou Retton |

### Imago Film Festival
El Festival de Cine Imago es un festival de cine de cinco días que se celebra cada primavera en la Universidad de Judson. Se lleva a cabo todos los años desde 2004. El Imago Film Festival exhibe películas independientes que tratan temas de fe y enfatiza imágenes e historias sobre el viaje espiritual de la experiencia humana a través de cualquier género.

### Conferencia Alfabetización en Movimiento
La Escuela de Educación de Judson organiza anualmente su Conferencia de Alfabetización en Movimiento en junio. La conferencia da la bienvenida a cientos de educadores de todo el mundo para escuchar de un grupo diverso de oradores sobre nuevos métodos de instrucción para elevar la alfabetización en estudiantes K-12.

### Día de los Fundadores de la Universidad de Judson
La Universidad de Judson se fundó en 1913 y se estableció en su ubicación actual en 1963. Celebra el Día de los Fundadores cada otoño para celebrar su fundación.

## Campus

### Campus principal de Elgin

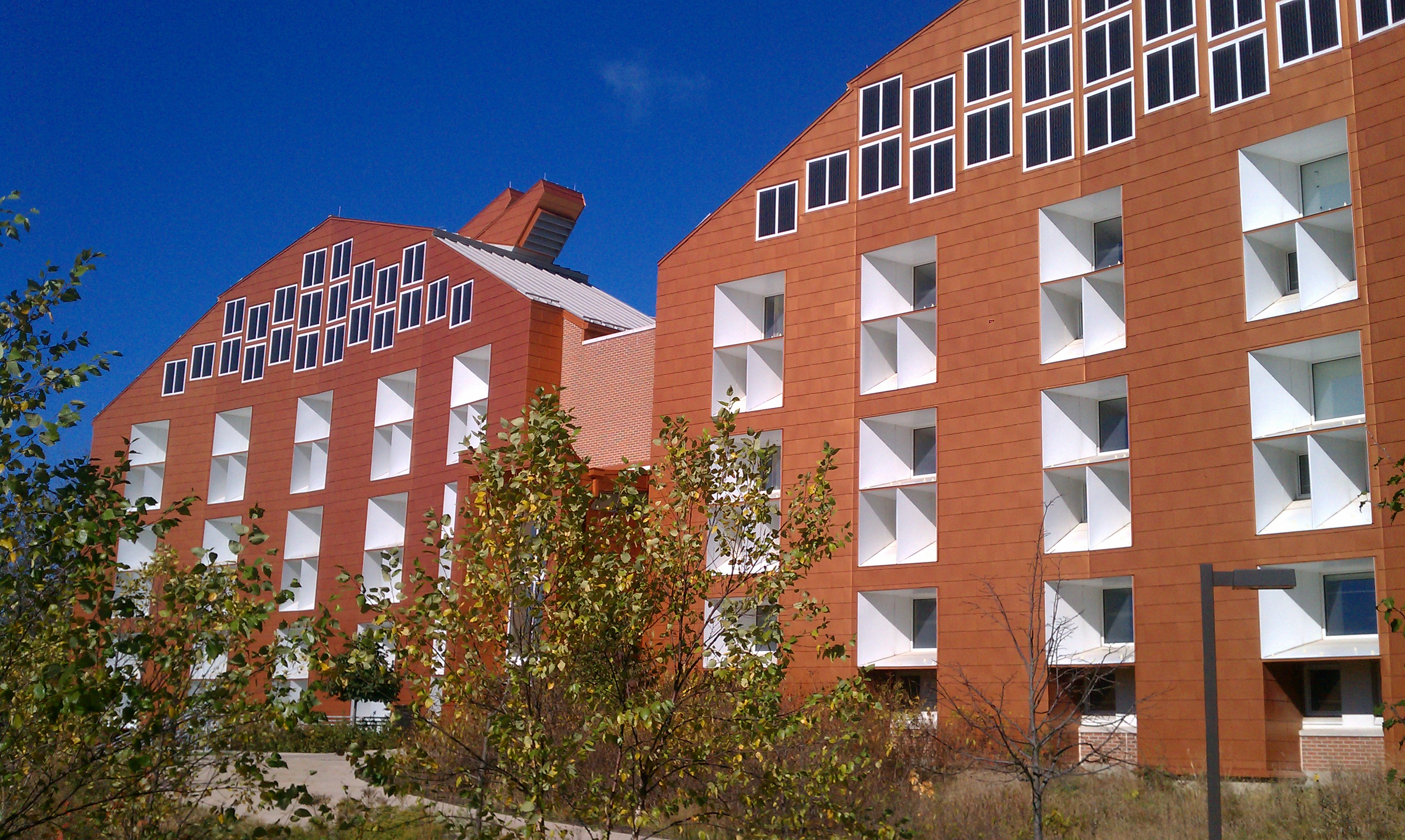
Centro Académico Harm A. Weber

El campus de Judson de 90 acres (36,4 ha) está ubicado a orillas del río Fox , a unas 45 millas (72 km) al oeste de Chicago . El campus universitario se compró en 1963, cuando el Dr. Benjamin Browne visitó la finca rural original de 19 acres (7,69 ha), conocida como Braeburn-on-the-Fox, y le ofreció al propietario 100.000 dólares.
El campus de Elgin ahora alberga 17 edificios diferentes, entre ellos el nuevo Centro Académico Harm A. Weber, establecido en 2007. El Centro Weber de 8200 m2 (88 000 pies cuadrados ), que alberga la biblioteca del campus y la Escuela de Arte , Diseño y Arquitectura, es un edificio con certificación LEED Gold y uno de los edificios con mayor eficiencia energética de su tipo en América del Norte.

### Campus de Rockford
En 1999, la Universidad de Judson estableció un campus en Rockford, Illinois.